# Jan Lundin
Jan Ored Lundin (Estocolmo, 3 de septiembre de 1942) es un deportista sueco que compitió en natación, especialista en el estilo libre. Ganó tres medallas de bronce en el Campeonato Europeo de Natación, en los años 1962 y 1966.

## Palmarés internacional
| Campeonato Europeo | Campeonato Europeo     | Campeonato Europeo | Campeonato Europeo |
| Año                | Lugar                  | Medalla            | Prueba             |
| ------------------ | ---------------------- | ------------------ | ------------------ |
| 1962               | Leipzig (RDA)          | Medalla de bronce  | 4 × 100 m libre    |
| 1966               | Utrecht (Países Bajos) | Medalla de bronce  | 4 × 100 m libre    |
| 1966               | Utrecht (Países Bajos) | Medalla de bronce  | 4 × 200 m libre    |